# Offensive Security Certified Professional
La Offensive Security Certified Professional (tradotto, Professionista Certificato Offensive Security), abbreviata in OSCP, è una certificazione di hacking "etico" offerta dalla Offensive Security, che attesta la conoscenza nel campo deila sicurezza informatica, specificatamente nei test di penetrazione e nella proficienza nella distro Kali Linux (ex Backtrack).
L'OSCP è una certificazione pratica sul penetration testing, che richiede ai partecipanti di violare e penetrare attraverso alcune macchine live in un ambiente di laboratorio controllato.
È una delle poche certificazioni che richiede una conoscenza evidente in campo pratico delle competenze di penetration tester.

## Corso OSCP
Il corso che ora fa capo alla certificazione OSCP nacque nel 2006 ed era originariamente chiamato "Offensive Security 101". Tuttavia, il nome si rivelò fuorviante: in inglese la locuzione "101" indica i corsi per principianti assoluti, mentre l'OS101 per quanto coprisse le basi del pentesting era comunque rivolto ad un pubblico di utenti avanzati e professionisti.
Il nome venne quindi modificato in "Pentesting With BackTrack" nel dicembre 2008, e successivamente in "Penetration Testing With Kali Linux" (PWK) quando Backtrack divenne Kali Linux.
Il corso PWK, come il nome lascia intendere, copre le tecniche più comuni di attacco utilizzate nei penetration test ed è basato sulla distro Kali Linux. Il corso si svolge online, con lezioni teoriche composte da video e dispense in PDF ed esercitazioni pratiche su macchine virtuali studiate ad hoc. Sono anche disponibili lezioni live.

## Sfida OSCP
Una volta completato il corso, gli studenti sono idonei ad affrontare la sfida per la certificazione.
I candidati vengono messi di fronte ad un ambiente virtuale a loro sconosciuto e hanno a disposizione 24 ore di tempo per completare con successo le richieste d'esame. Saper gestire il tempo a disposizione, tenendo conto delle necessità fisiologiche e del ristoro fisico, emotivo e mentale, viene considerato parte integrante della prova.
Le prove vengono svolte sotto la supervisione del personale Offensive Security, di persona oppure tramite webcam e condivisione dello schermo, in modo tale da assicurarsi che il candidato abbia una effettiva conoscenza pratica delle tecniche di hacking etico oggetto dell'esame.

Al termine dell'esame viene richiesto di stilare un rapporto esaustivo sulle tecniche utilizzate, che deve includere alcuni files specifici variabili da esame a esame. Gli elaborati vengono revisionati da una commissione di certificazione e gli esiti si hanno in genere entro 72 ore.

## OSCP+ e ri-certificazione
La OSCP non richiede una ri-certificazione.
Tuttavia, da novembre 2024, la OSCP ha introdotto un simbolo "+" alla fine della certificazione, ottenendo così la OSCP+, dato che il materiale didattico e le prove d'esame vengono costantemente aggiornate, chi ha conseguito la OSCP da più di tre anni deve integrare il materiale già in proprio possesso con quello attuale, ripetendo l'esame finale per mantenere la versione "plus" della certificazione.

## Validità della OSCP
La Offensive Security Certified Professional è una certificazione molto nota e altamente rispettata nell'ambiente della cybersecurity.
A proposito di essa, nel 2019 J.M. Porup della CSO online ha dichiarato che
()
Nel 2020, il professionista della cybersecurity Matt Day ha illustrato l'esame per la OSCP spiegando che
()

### Rispetto ad altre certificazioni
La OSCP vale 40 crediti al fine dell'ottenimento della certificazione CPE rilasciata dalla
(ISC)².
Viene inoltre considerata equivalente a una certificazione CREST massima (Level 2, Track 3).